# Phyle arcuosaria
Phyle arcuosaria är en fjärilsart som beskrevs av Herrich-Schäffer 1855. Phyle arcuosaria ingår i släktet Phyle och familjen mätare. Inga underarter finns listade i Catalogue of Life.